# Khmer Issarak

Bandera del Khmer Issarak, representando Angkor Wat, posteriormente adoptada como bandera nacional de República Popular de Kampuchea entre 1979 y 1989.

El Khmer Issarak  (Khmer libre o Khmer independiente; en jemer: ខ្មែរឥស្សរៈ) fue un movimiento de independencia camboyano antifrancés y anticolonial de estructura baja. Formado alrededor de 1945, el Issarak estaba formado por varias facciones, cada una de las cuales tenía su propio líder, motivo por el cual se ha considerado que el movimiento era heterogéneo.
La mayoría de las facciones del movimiento lucharon activamente entre 1945, momento en qué finalizó la Segunda Guerra Mundial, y 1953, año en que Camboya consiguió su independencia. Posteriormente, algunos de estos grupos empezaron a luchar para derrocar al nuevo gobierno real camboyano.
A pesar de que en un principio el concepto Jemer Issarak se refería a grupos que no eran comunistas, a principios de la década de 1950 la guerrilla comunista cercana al Viet Minh empezó a denominarse así, con el objetivo de unificar a las diversas facciones.

## Legado

### El CLPK
El 1 de febrero de 1948 el movimiento Issarak formó el Comité de Liberación del Pueblo Khmer, nombrando a Dap Chhuon su presidente. Cinco de sus once cabecillas eran cercanos al Vietnam, los cuales eliminaron algunos de los miembros contrarios del movimiento Issarak. A pesar de que Chhuon era, nominalmente, anticomunista, la organización también disponía de dos destacados seguidores del Viet Minh: Sieu Heng, jefe de la rama noroccidental del Comité, y su sobrino, Long Bunruot.
En aquella época, el Viet Minh intentaba que el anticolonialismo del movimiento Issarak se reconvirtiera en apoyo para el comunismo en general, y el comunismo vietnamita en particular. Esta estrategia se hizo especialmente visible en la parte oriental del país, donde algunos de los grupos guerrilleros estaban directamente comandados por oficiales vietnamitas. En la otra banda del país, Son Ngoc Minh volvió desde Tailandia con suficiente armamento como para armar una gran compañía. Así, en 1947 estableció el Comité de Liberación de Kampuchea sur-occidental (es destacable este hecho, puesto que al final de la guerra civil, 1970-75, en el suroeste era donde había el ejército más grande y mejor organizado de Camboya, y el que formaría la base de apoyo principal de Pol Pot). A finales de 1948, buena parte del país se encontraba bajo control efectivo de las diversas organizaciones Issarak. Hacia el 1949, el movimiento Issarak empezó a declinar: por un lado, los franceses empezaron a explotar la codicia de algunos de los líderes de Issarak, otorgándoles posiciones coloniales, mientras que por otra parte, algunos decidieron sumarse a organizaciones más radicales. El CLPK de Chhuon expulsó a Sieu Heng y la mayoría de los otros izquierdistas, remodelando el partido como el Comité de Liberación Nacional Khmer, con el príncipe Chantaraingsey como su comandante militar. Tou Samouth y los otros miembros de izquierdas del movimiento formaron el Frente Issarak Unido, muy influenciado por Vietnam. Finalmente, Chhuon se acercó a los franceses, mientras que Chantaraingsey acabó abandonando el CANK para acercarse al Khmer Serei, movimiento de extrema derecha, nacionalista y antimonárquico dirigido por Sơn Ngọc Thành.L guerrilla del Khmer Issarak era conocida, en ese periodo, por su violencia, destacando la tortura, el bandidaje y las ejecuciones sumarias.

### Fundación de la Kampuchea Democrática
En el transcurso de la guerra civil camboyana, las fuerzas comunistas copiaron las tácticas guerrilleras y organizativas del movimiento Issarak. Además, muchos de ellos tuvieron su primer contacto con el marxismo-leninismo cuando se encontraban con los Khmer Issarak.
En el sector oriental de Camboya, los líderes de las guerrillas influenciadas por el Viet Minh no cambiaron con el establecimiento de la Kampuchea Democrática. Hasta la purga política llevada a cabo por el genocida Pol Pot en 1976, sus fuerzas no solo utilizaban un uniforme diferente al de los jemeres rojos de Pol Pot, sino que también trataban relativamente bien a la población civil, además de mantener un cierto grado de lealtad hacia el príncipe Sihanouk.